# 孙珍宝
孙珍宝（1909年—1987年），男，山东海阳人，中国物理冶金学家、合金钢专家，曾任钢铁研究总院高级工程师、博士生导师。